# 克莱德足球俱乐部
克萊德足球會（Clyde Football Club）成立於1877年，是一間蘇格蘭職業足球會，現時在蘇格蘭足球甲級聯賽參賽。雖然過去15年球會以北拉纳克郡坎伯諾爾德的新市鎮作為基地，傳統它還蓋括南拉纳克郡的拉瑟格倫（Rutherglen）及格拉斯哥東南部地區。
克萊德曾贏取三屆蘇格蘭足總盃錦標，最近一次在1958年捧盃。

## 歷史
克萊德於1877年成立，最初只是一家私人會員制的會所。克萊德派隊參加當時的主要盃賽競賽，於1891年加入蘇格蘭足球聯賽，一直位列中下游，於1899/1900年球季位列榜尾而在來季被拒於甲組參賽。克萊德於1903/04年球季獲得乙組聯賽亞軍，而翌年更贏得冠軍，直到1905/06年球季再獲得亞席，連續三季取得好成績，才獲輪選小組垂青再次加入甲組行列。經歷起跌，更一度幾乎清盤，克萊德於第二次世界大戰爆發前的1939年贏得首項重要錦標，於決賽4-0大敗馬瑟韋爾贏得蘇格蘭足總盃。
戰後1950年代克萊德兩度降班均能於次季回升甲組，雖然在聯賽中坐升降機，但球隊卻再贏取兩次蘇格蘭足總盃冠軍，分別於1955年1-0擊敗些路迪及1958年同樣比分戰勝喜百年。
1960年代初期克萊德繼續升降機本色，直到中後期才穩定甲組席位，更於19966/67年球季排於「老字號」之後獲得聯賽季軍。1975年蘇格蘭聯賽超級聯賽成立，只有排頭10位球隊可以加入，當時位處第16位的克萊德只能留在第二級的甲組參賽。球隊於新甲組的首季排於榜末降班到底層的乙組，不像往年降班後即反彈，克萊德兩年後才奪得冠軍重返甲組。
1980年代中到1990年代中球隊被迫遷離疏菲尔德体育场（Shawfield Stadium）後只能與其他球隊共用球場。球隊於1994年搬遷到坎伯瑙爾德新市鎮的布羅德伍德體育場（Broadwood Stadium）。但同年聯賽改組加入丙組，位於聯賽第10位的克萊德被迫落入第三級的乙組聯賽，更於1998年差一點便降班到丙組。
2000年克萊德贏得冠軍升上第二級的蘇甲。2002/03年及2003/04年球季克萊德均獲得聯賽亞軍而未能晉升蘇超，但球隊卻因財困導致股權易手，成績亦逐漸下降。雖然2006年晉級蘇格蘭聯賽挑戰盃決賽，賽至加時賽後仍與羅斯郡1-1打成平手，最終互射十二碼4-5落敗屈居亞軍，但到了2007/08年球季位列第9位，要透過附加賽才保留甲組席位，翌季終於以墊底成績直接降班蘇乙。

## 主場球場

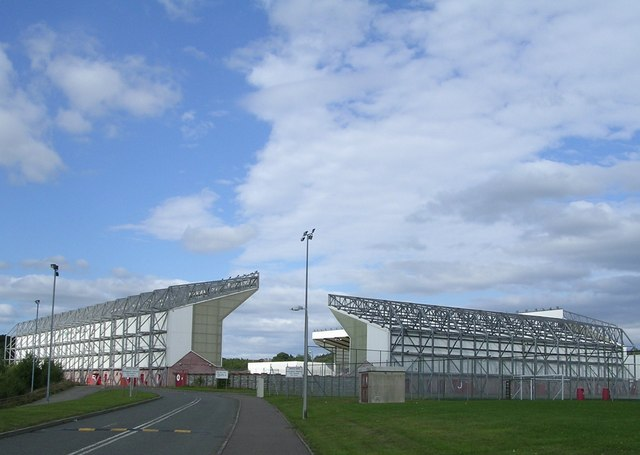
布羅德伍德體育場

克萊德自1877年成立後以位於格拉斯哥的巴罗菲尔德公园（Barrowfield Park）作為主場，於1898年搬遷到南拉纳克郡的疏菲尔德体育场（Shawfield Stadium）。1932年更引入賽狗增加收入，直到1935年因財困將業權出售給「格力狗競賽協會」（Greyhound Racing Association），以租客身份繼續使用球場，但1986年賽狗會以重建為由驅逐克萊德。克萊德惟有與死敵巴特里共同使用菲希尔球场（Firhill Stadium），直到1991年改與咸美頓共用道格拉斯公园（Douglas Park），於1994年才搬遷到自置的布羅德伍德體育場，新球場離開格拉斯哥達10英哩，意味著克萊德在遷移後將會失去部分支持球迷，但希望在坎伯瑙爾德新市鎮贏取更多支持球迷。
布羅德伍德體育場（Broadwood Stadium）簡稱布羅德伍德（Broadwood），是位於坎伯瑙爾德（Cumbernauld）的足球場及社區綜合體育場地，於1994年2月揭幕，首場賽事由克萊德迎戰咸美頓，在滿座的6,000球迷面前以0-2落敗。
於啟用初期球場只設有主看台及西看台兩座看台，可以容納6,000名觀眾；南看台於1997年完工將容量增加到8,000人。由於克萊德於2004年未能升班蘇超，擴建最後一期將容量進一步增加至10,000的計劃暫時擱置。布羅德伍德設有一個人造草場，供克萊德一隊作訓練及青年隊作比賽之用，同時亦設有4個供公眾使用的五人球場、更衣室及健身房。
布羅德伍德曾作為4屆蘇格蘭聯賽挑戰盃的決賽場地及主辦多項大型競賽，同時亦多次作為蘇格蘭U-21的主場。

## 榮譽
- 蘇格蘭足總盃
  - 冠軍（3）：1938/39年、1954/55年、1957/58年；
  - 亞軍（3）：1909/10年、1911/12年、1948/49年；

- 蘇格蘭聯賽挑戰盃
  - 亞軍（1）：2007/06年；

- 蘇格蘭乙組聯賽〈第二級〉
  - 冠軍（5）：1904/05年、1951/52年、1956/57年、1961/62年、1972/73年；
  - 亞軍（5）：1903/04年、1905/06年、1925/26年、1963/64年、2003/04年；

- 蘇格蘭乙組聯賽〈第三級〉
  - 冠軍（4）：: 1977/78年、1981/82年、1992/93年、1999/2000年；

## 外部連結
- 克萊德官網（页面存档备份，存于）
- Clyde BBC My Club page （页面存档备份，存于）